# Закшев (Радомський повіт)
Закшев (пол. Zakrzew) — село в Польщі, у гміні Закшев Радомського повіту Мазовецького воєводства.
Населення — 416 осіб (2011).
У 1975-1998 роках село належало до Радомського воєводства.

## Демографія
Демографічна структура станом на 31 березня 2011 року:
|          | Загалом | Допрацездатний вік | Працездатний вік | Постпрацездатний вік |
| -------- | ------- | ------------------ | ---------------- | -------------------- |
| Чоловіки | 199     | 46                 | 133              | 20                   |
| Жінки    | 217     | 50                 | 130              | 37                   |
| Разом    | 416     | 96                 | 263              | 57                   |